# Batalla de Misiche
La batalla de Misiche (en griego: Μισιχή), Mesiche (Μισιχή) o Massice (en persa medio: mšyk; en parto: mšyk) se libró entre el 13 de enero y el 14 de marzo de 244 entre el imperio sasánida y el imperio romano en Misiche, Mesopotamia.

## Contexto
La guerra empezó cuándo el emperador romano Gordiano III invadió el imperio sasánida en 243. Sus tropas llegaron hasta Misiche, localidad de ubicación discutida. A menudo se la sitúa a aproximadamente 64 km al oeste de Bagdad en Irak, cerca de la ciudad moderna de Faluya. Ehsan Yarshater la considera "no lejos de Ctesifonte."

## La batalla

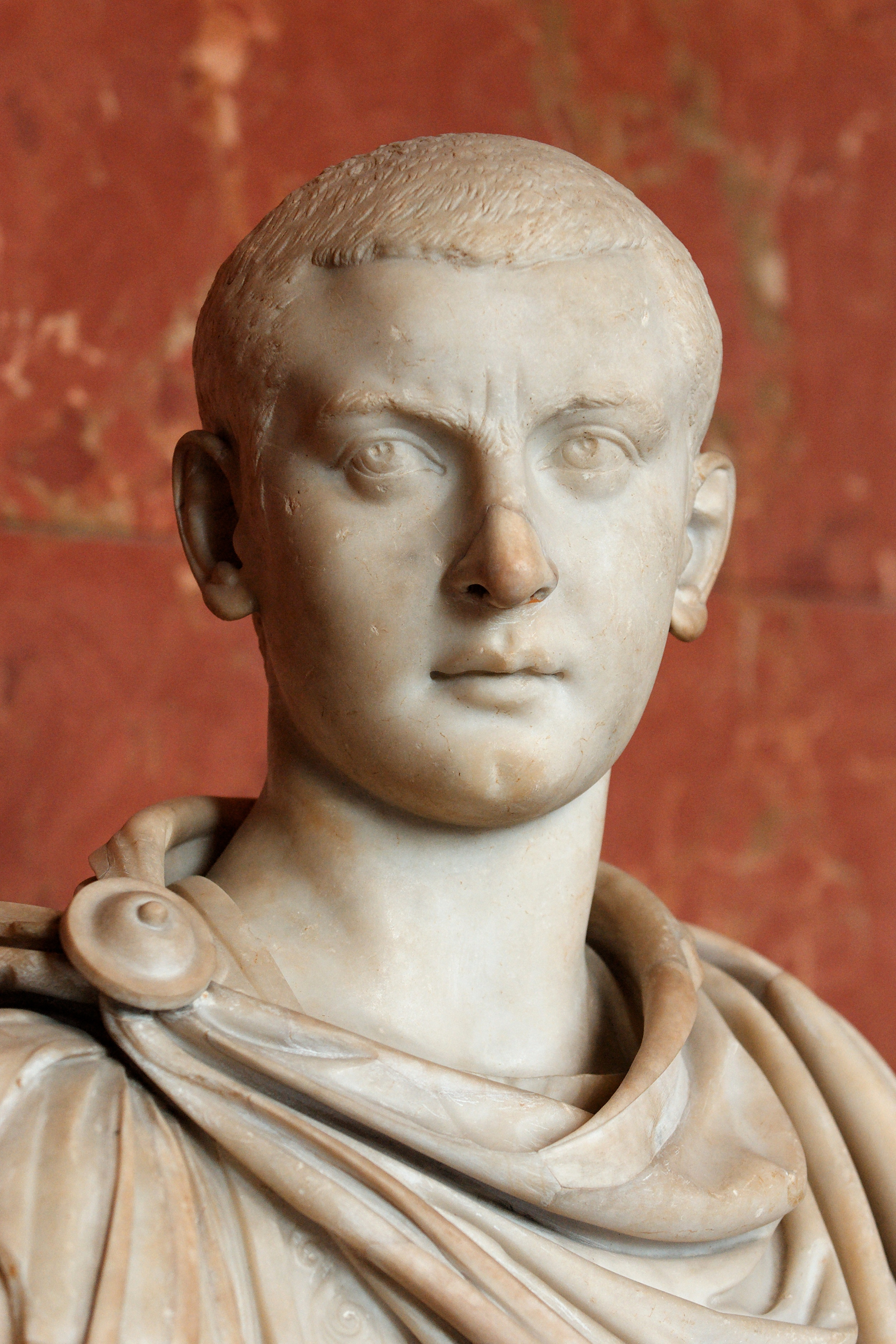
Busto de Giordano.

Los romanos fueron vencidos y Gordiano fue muerto durante batalla o asesinado en los eventos que siguieron.

### Inscripción de Naqsh-e Rustam
La batalla se mencionada en una inscripción trilingüe que el rey Sapor I erigió en Naqsh-e Rustam:

Cuando asumimos el imperio, el César Gordiano reunió de todas las tierras romanas, godas y alemanas un ejército y marchó sobre Asuristán (Mesopotamia) contra el Ērānšahr (Imperio sasánida) y en contra nos. En la frontera de Asuritán en Misiche tuvo lugar una gran batalla campal. El César Gordiano fue muerto y la fuerza romana destruida. Y los romanos hicieron César a Filipo. Entonces el César Filipo vino a nosotros pidiendo paz y el rescate de sus vidas, nos dio 500,000 denarios, y se convirtió en nuestro tributario. Y por esta razón hemos rebautizado Misiche Peroz-Shapur [literalmente "Sapor victorios"].

Las fuentes romanas nunca admitieron la derrota, y tanto los autores contemporáneos o más tardíos afirmaban que la expedición romana tuvo al menos un éxito parcial pero que el emperador fue asesinado por una intriga de Filipo el Árabe. Aun así, algunos académicos creen que el la victoria sasánida no fue inventada y rechazan la intriga de Filipo como la razón de la muerte de Gordiano. Otras fuentes afirman que no es probable que Gordiano muriera durante la batalla como afirma Sapor en su inscripción pese a que otras si lo ven plausible Algunas fuentes mencionan un cenotafio del emperador asesinado en Zaita, cerca de Circesium de Osroene, a 400 km al norte de Misiche. La confusión visible en las fuentes sobre la expedición y la muerte del emperador hacen posible que, después de la derrota, el ejército romano se viera tan frustrado como para librarse del nuevo emperador.

## Consecuencias
El sucesor de Gordiano, Filipo el Árabe fue proclamado emperador de Roma e hizo la paz con Sapor para poder ir a Roma a consolidar su trono. Ambos imperios permanecieron en paz hasta 252, cuando Sapor derrotó a una gran fuerza romana en la batalla de Barbalissos e invadió Siria y parte de Anatolia.